# Thalpios
Thalpios (altgriechisch Θάλπιος Thálpios) ist eine Gestalt der griechischen Mythologie.
Er ist der Sohn des Eurytos und Enkel des Aktor. Er war Teilnehmer am Trojanischen Krieg und war neben Amphimachos, Diores und Polyxeinos einer der vier Führer der Epeier. Für den Zug nach Troja stellte er laut Homer, der ihn ansonsten nicht weiter erwähnt, zehn Schiffe.
Laut Quintus von Smyrna, einem griechischen Dichter des späten 3. Jahrhunderts n. Chr., gehörte er zu jenen Griechen, die sich im Trojanischen Pferd versteckten. In der Bibliotheke des Apollodor gehörte er mit Amphimachos und Polyxeinos zu den Freiern der Helena. Sein Grab befand sich in Elis.